# Macrosiphum
Macrosiphum är ett släkte av insekter som beskrevs av Giovanni Passerini 1860. Macrosiphum ingår i familjen långrörsbladlöss.

## Bildgalleri

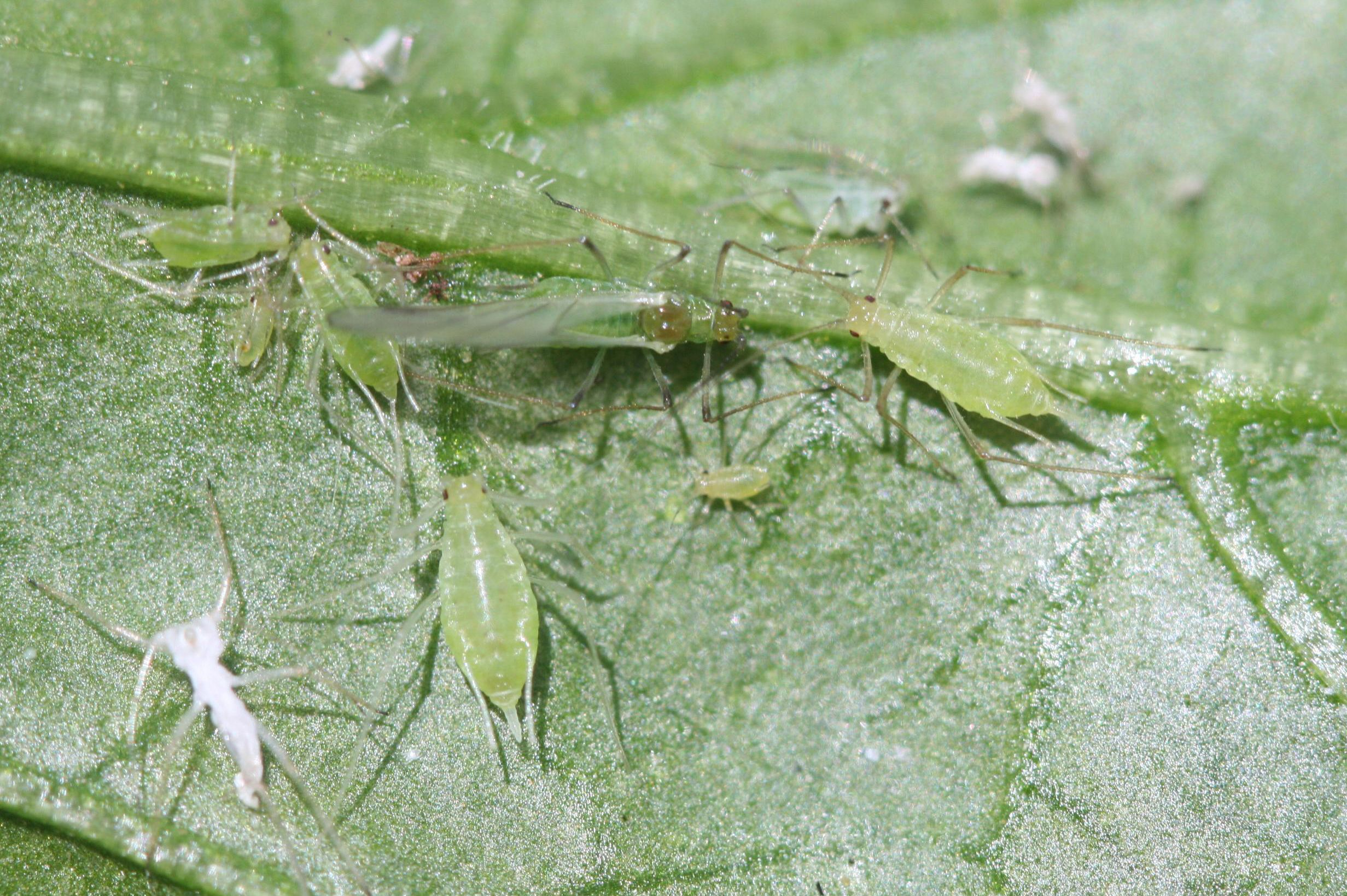

## Dottertaxa tillMacrosiphum, i alfabetisk ordning[1][2]
- Macrosiphum adianti
- Macrosiphum aetheocornum
- Macrosiphum agrimoniellum
- Macrosiphum albertinae
- Macrosiphum albifrons
- Macrosiphum alpinum
- Macrosiphum amelanchiericolens
- Macrosiphum americanum
- Macrosiphum amurense
- Macrosiphum amygdaloides
- Macrosiphum atragenae
- Macrosiphum audeni
- Macrosiphum badium
- Macrosiphum bisensoriatum
- Macrosiphum calendulae
- Macrosiphum californicum
- Macrosiphum capitophoroides
- Macrosiphum carpinicolens
- Macrosiphum centranthi
- Macrosiphum cerinthiacum
- Macrosiphum cholodkovskyi
- Macrosiphum claytoniae
- Macrosiphum clematifoliae
- Macrosiphum clydesmithi
- Macrosiphum constrictum
- Macrosiphum corallorhizae
- Macrosiphum cornifoliae
- Macrosiphum corydalis
- Macrosiphum coryli
- Macrosiphum corylicola
- Macrosiphum creelii
- Macrosiphum cyatheae
- Macrosiphum cystopteris
- Macrosiphum daphnidis
- Macrosiphum davisi
- Macrosiphum dicentrae
- Macrosiphum diervillae
- Macrosiphum doronicicola
- Macrosiphum dryopteridis
- Macrosiphum echinocysti
- Macrosiphum edrossi
- Macrosiphum epilobiellum
- Macrosiphum equiseti
- Macrosiphum eupatorii
- Macrosiphum euphorbiae
- Macrosiphum fagopyri
- Macrosiphum flavum
- Macrosiphum floridae
- Macrosiphum funestum
- Macrosiphum fuscicornis
- Macrosiphum gaurae
- Macrosiphum gei
- Macrosiphum geranii
- Macrosiphum hamiltoni
- Macrosiphum hartigi
- Macrosiphum helianthi
- Macrosiphum hellebori
- Macrosiphum holmani
- Macrosiphum holodisci
- Macrosiphum impatientis
- Macrosiphum inexspectatum
- Macrosiphum insularis
- Macrosiphum jasmini
- Macrosiphum jeanae
- Macrosiphum kiowanepus
- Macrosiphum knautiae
- Macrosiphum lambi
- Macrosiphum lapponicum
- Macrosiphum laseri
- Macrosiphum lilii
- Macrosiphum lisae
- Macrosiphum longirostratum
- Macrosiphum martini
- Macrosiphum meixneri
- Macrosiphum melampyri
- Macrosiphum mentzeliae
- Macrosiphum mertensiae
- Macrosiphum miho
- Macrosiphum mordvilkoi
- Macrosiphum multipilosum
- Macrosiphum nasonovi
- Macrosiphum nevskyanum
- Macrosiphum occidentalis
- Macrosiphum olmsteadi
- Macrosiphum oredonense
- Macrosiphum oregonense
- Macrosiphum orthocarpus
- Macrosiphum osmaliae
- Macrosiphum osmaroniae
- Macrosiphum pachysiphon
- Macrosiphum paektusani
- Macrosiphum pallens
- Macrosiphum pallidum
- Macrosiphum parvifolii
- Macrosiphum pechumani
- Macrosiphum penfroense
- Macrosiphum perillae
- Macrosiphum polanense
- Macrosiphum potentillae
- Macrosiphum potentillicaulis
- Macrosiphum prenanthidis
- Macrosiphum pseudocoryli
- Macrosiphum pseudogeranii
- Macrosiphum ptericolens
- Macrosiphum pteridis
- Macrosiphum pulcherimum
- Macrosiphum pyrifoliae
- Macrosiphum ranunculi
- Macrosiphum raysmithi
- Macrosiphum rebecae
- Macrosiphum rhamni
- Macrosiphum rosae
- Macrosiphum rubiarctici
- Macrosiphum rudbeckiarum
- Macrosiphum silvaticum
- Macrosiphum skuruchinae
- Macrosiphum solutum
- Macrosiphum sorbi
- Macrosiphum stanleyi
- Macrosiphum stellariae
- Macrosiphum symphyti
- Macrosiphum tenuicauda
- Macrosiphum tiliae
- Macrosiphum timpanogos
- Macrosiphum tinctum
- Macrosiphum tolmiea
- Macrosiphum trollii
- Macrosiphum tsutae
- Macrosiphum tuberculaceps
- Macrosiphum valerianae
- Macrosiphum walkeri
- Macrosiphum vancouveriae
- Macrosiphum vandenboschi
- Macrosiphum weberi
- Macrosiphum venaefuscae
- Macrosiphum verbenae
- Macrosiphum vereshtshagini
- Macrosiphum willamettense
- Macrosiphum wilsoni
- Macrosiphum violae
- Macrosiphum woodsiae
- Macrosiphum yomogi
- Macrosiphum zionense